# Simon Lake
Simon Lake (ur. 4 września 1866 w Pleasantville, New Jersey, zm. 25 czerwca 1945 w Milford, Connecticut) – amerykański kwakier, inżynier i konstruktor okrętowy, zdobywca ponad dwustu patentów, który rywalizował z Johnem Hollandem w konstrukcji pierwszych nowoczesnych okrętów podwodnych. Zaprojektował m.in. pierwsze we flocie Austro-Węgierskiej Marynarki Wojennej (1909) okręty typu U-1.
Z historycznego punktu widzenia, największym wkładem Lake’a w dziedzinę konstrukcji okrętów podwodnych było konstrukcyjne opracowanie sterów głębokości dla okrętów podwodnych. Założyciel stoczni Lake Torpedo Boat Company w Bridgeport w stanie Connecticut. Lake był oryginalnie przedstawiany jako „pionier odkrywców okrętów podwodnych”, dzisiaj zaś jako „ojciec nowoczesnych okrętów podwodnych”.